# Der Choral von Leuthen
Der Choral von Leuthen è un film del 1933 diretto da Carl Froelich e da Arzén von Cserépy.
La Battaglia di Leuthen che si svolse il 5 dicembre 1757 durante la Guerra dei Sette Anni, vide schierati l'esercito prussiano, guidato da Federico II, e l'esercito austriaco, sotto il comando del principe Carlo Alessandro di Lorena. Anche con forze numericamente inferiori, i prussiani vinsero la battaglia. Quella sera, venticinquemila soldati prussiani intonarono spontaneamente l'inno religioso Nun danket alle Gott (che si può tradurre come "Ora ringraziamo tutti dio") che da quel momento è ricordato anche come "Der Choral von Leuthen", diventando un inno patriottico, prima in Prussia e, quindi, nel Reich.

## Produzione
Il film fu prodotto dalla Carl Froelich-Film GmbH. Venne girato nel Brandeburgo, a Döberitz dal 14 novembre al 6 dicembre 1932.

## Distribuzione
In Germania, il film fu distribuito nei Länder da diverse case regionali: nella zona di Berlino e Düsseldorf dalla Bild und Ton GmbH, a Berlino dalla Werner Film-Verleih GmbH, ad Amburgo dall'Osvo-Film Oskar Vogt, a Francoforte dalla Richard Goldstaub Tonfilmverleih. La pellicola fu presentata in prima a Stoccarda il 3 febbraio 1933. Uscì quindi a Berlino il mese seguente, il 7 marzo 1933. In Austria, prese il titolo alternativo di Der Führer seines Volkes. Fu distribuito anche negli Stati Uniti nella versione originale senza sottotitoli dalla Ufa Film Company.